# 纳维尔·莫利纳
纳韦尔·莫利纳·卢塞罗（西班牙語：Nahuel Molina Lucero；1998年4月6日—），是一名阿根廷足球运动员，场上司职右后卫，目前效力于西甲球队馬德里體育會。

## 俱乐部生涯
莫利纳是博卡青年青训出品。2016年2月18日，在博卡与圣胡安圣马丁的联赛比赛中，他首发出战并打满全场，完成了一线队首秀。
2018年1月，莫利纳租借加盟另一支阿根廷球队国防与司法，租期至2018年年底。在接下来的一个赛季中，他被博卡外租至罗萨里奥中央，但很快就发现了他需要更多的出场机会，最终在2019年年初时回到了博卡青年。
2020年9月15日，莫利纳自由身转投意甲球队乌迪内斯，签约至2025年。
2022年7月，西甲马竞宣布莫利纳加盟，双方签约5年，合同至2027年夏天。

## 國家隊生涯
2022年世界盃，莫利纳入選阿根廷國家隊，並隨隊獲得世界盃冠軍。

## 榮譽

### 國家隊
阿根廷
- 美洲國家盃冠軍：2021年
- 歐美超級杯冠軍（1次）：2022年
- 國際足協世界盃冠軍（1次）：2022年